# تاكويا وباتا
تاكويا وباتا (باليابانية: 大畑 拓也) (28 مايو 1990 في إيسه في اليابان – )؛ هو لاعب كرة قدم سابق كان يلعب كحارس مرمى.

## وصلات خارجية
- تاكويا وباتا على موقع رابطة كرة القدم اليابانية للمحترفين (اليابانية)
- تاكويا وباتا على موقع قاعدة بيانات كرة القدم.إي يو (الإنجليزية)
- تاكويا وباتا على موقع Soccerway.com (الإنجليزية)
- تاكويا وباتا على موقع عالم كرة القدم.نت (الإنجليزية)